# 佐藤光 (アニメーション監督)
佐藤 光（さとう ひかる）は、日本の男性アニメ演出家・監督。

## 参加作品

### テレビアニメ
2009年
- 明日のよいち!（演出）
- スレイヤーズEVOLUTION-R（演出）
- 初恋限定。(演出)
- シャングリ・ラ（演出）
- けんぷファー（演出）
- のだめカンタービレ フィナーレ（演出）

2010年
- おとめ妖怪ざくろ（演出）
- バクマン。（演出）

2011年
- けんぷファー für die Liebe（演出）
- 緋弾のアリア（演出）
- バクマン。（第2シリーズ：絵コンテ、演出）

2012年
- しろくまカフェ（絵コンテ、演出）
- バクマン。（第3シリーズ：絵コンテ、演出）

2013年
- 帰宅部活動記録（監督、OP絵コンテ、OP演出、絵コンテ、演出）

2014年
- のうりん（演出）
- 彼女がフラグをおられたら（絵コンテ、演出）
- それでも世界は美しい（演出）
- LOVE STAGE!!（OP絵コンテ、OP演出、絵コンテ、演出）
- オオカミ少女と黒王子（ED絵コンテ、ED演出)

2015年
- 探偵歌劇 ミルキィホームズ TD（絵コンテ、演出）
- 食戟のソーマ（助監督、絵コンテ、演出）
- VENUS PROJECT -CLIMAX-（絵コンテ）

2016年
- ファンタシースターオンライン2 ジ アニメーション（演出）
- 食戟のソーマ 弐ノ皿（助監督、演出）

2017年
- MARGINAL＃4 KISSから創造るBig Bang（EDコンテ、ED演出）
- BORUTO-ボルト- -NARUTO NEXT GENERATIONS-（OP絵コンテ、OP演出、演出）
- 食戟のソーマ 餐ノ皿（絵コンテ）

2018年
- されど罪人は竜と踊る（演出）
- 邪神ちゃんドロップキック（監督、OP絵コンテ、OP演出、絵コンテ、演出）

2020年
- 邪神ちゃんドロップキック'（総監督、絵コンテ、演出）
- 神之塔 -Tower of God-（演出）
- 食戟のソーマ 豪ノ皿（演出）
- A3! SEASON AUTUMN & WINTER（OP絵コンテ、OP演出）

2021年
- 恋と呼ぶには気持ち悪い（絵コンテ）

2022年
- くノ一ツバキの胸の内（絵コンテ）
- 邪神ちゃんドロップキックX（監督）

2023年
- 君のことが大大大大大好きな100人の彼女（監督・絵コンテ）

### OVA
- T.P.さくら ～タイムパラディンさくら～ 時空樹防衛戦（2011年、演出）